# Station to Station
Station to Station é o décimo álbum de estúdio do músico inglês David Bowie, lançado pela RCA Records em 1976. Considerado de maneira geral como uma de suas obras mais significativas, Station to Station também é notável por ter sido veículo de sua última grande persona, o Thin White Duke. O álbum foi gravado logo depois de ele ter completado as filmagens para o longa The Man Who Fell to Earth, de Nicolas Roeg, e a capa, inclusive, mostra uma cena do filme. Durante as sessões de estúdio, Bowie estava no auge de seu vício em drogas, especialmente a cocaína, e não se lembra de quase nada das gravações do disco.
Musicalmente, Station to Station foi um álbum de transição para Bowie: o desenvolvimento do funk e soul music de seu lançamento anterior, Young Americans, ao apresentar uma nova direção com o uso de sintetizadores e ritmos de motorik influenciados por bandas alemãs como Kraftwerk e Neu!. Esta tendência viria a culminar em alguns de seus trabalhos mais aclamados, a então chamada Trilogia de Berlim, gravada com Brian Eno de 1977 a 79. O próprio músico revelou que este disco era "um apelo para eu retornar à Europa".
Station to Station já foi descrito como simultaneamente um de seus álbuns mais acessíveis e também impenetráveis. Provavelmente isso se deve ao fato de que, nesta obra, Bowie soube misturar funk e baladas românticas a letras concernentes a Nietzsche, Aleister Crowley, mitologia e religião. O álbum foi imensamente bem recebido pela crítica e público, teve sérias consequências na vida de Bowie, e influenciou significativamente algumas das bandas que surgiriam nos anos seguintes, como a Magazine. Em 2003, foi considerado o 323º melhor álbum de todos os tempos na eleição da Lista dos 500 melhores álbuns de sempre da revista Rolling Stone.

## Antecedentes
Segundo o biógrafo David Buckley, o magérrimo Bowie que morava em Los Angeles, estimulado por um vício "astronômico" em cocaína e subsistindo através de uma dieta a base de pimentas e leite, passou grande parte dos anos de 1975 e 76 "em um estado de terror paranormal." Diversas histórias circularam—oriundas de entrevistas a Playboy e a Rolling Stone—sobre o cantor nessa época, vivendo em uma casa cheia de artefatos do antigo Egito, queimando velas negras, assistindo corpos passarem por sua janela, desesperado pelo fato de bruxas terem roubado seu sêmen, recebendo mensagens secretas enviada pelos Rolling Stones, e tendo um medo mórbido da figura do guitarrista Jimmy Page, que era aficionado por Aleister Crowley. Bowie diria mais tarde sobre a estadia em Los Angeles: "essa porra de lugar deveria ser varrido para fora da Terra."
E foi durante os sets de gravação de seu primeiro grande filme, The Man Who Fell to Earth, dirigido por Nicolas Roeg, que Bowie começou a escrever uma pseudo-autobiografia chamada The Return of the Thin White Duke. Enquanto isso, ele também compunha música para a trilha sonora da produção, embora isso não viria a se concretizar (em vez disso, sob a recomendação de Bowie, John Phillips do Mamas and the Papas acabou escrevendo e produzindo toda a música original do filme). O diretor Nicolas Roeg advertiu à estrela que o personagem Thomas Jerome Newton permaneceria com o ator por algum tempo mesmo após a produção estar concluída. Com a deixa de Roeg, Bowie desenvolveu o seu próprio olhar sobre o filme, e este acabou incorporando à sua imagem pública e nas duas capas do álbum ao longo dos próximos 12 meses, o mesmo ar de fragilidade e indiferença de Newton.
The Thin White Duke tornou-se o porta-voz do Station to Station e, ao menos durante os próximos seis meses, do próprio Bowie. Impecavelmente vestido com camisa branca, calça preta e colete, o duque branco e magro era um homem vazio que cantava canções românticas com uma intensidade agonizante, enquanto parecia não sentir nada, feito "gelo mascarado de fogo". Esta persona tem sido descrita pelos autores e biógrafos como um "aristocrata louco", um "zumbi amoral", e até mesmo de "super-homem ariano sem emoção". Mas, para Bowie, o duque não passou de um "personagem desagradável".

## Gravação e produção
Station to Station foi gravado no Cherokee Studios, Los Angeles. Em 1975, os editores Roy Carr e Charles Shaar Murray, da NME, suporam que foi cortado—"em 10 dias de atividade febril"—quando Bowie havia decidido que já não havia mais esperança em produzir a trilha sonora de The Man Who Fell to Earth. Livros mais recentes dizem que o álbum foi gravado ao longo de um par de meses, em outubro-novembro de 1975, e foi na lata antes de Bowie iniciar suas sessões abortadas para a trilha sonora.
Depois de se pensar intitulá-lo The Return of The Thin White Duke, ou Golden Years, Station to Station foi co-produzido por Harry Maslin, associado a Bowie através das canções
"Fame" e "Across the Universe" do Young Americans. Tony Visconti, que após três anos de ausência havia retornado então recentemente na mixagem de Bowie para Diamond Dogs e co-produzindo David Live e Young Americans, não se envolveu com este álbum de 76 devido a horários conflitantes. No entanto, formou a banda que acompanharia Bowie pelo resto da década: o baixista George Murray juntou-se a Dennis Davis, baterista do Young Americans, e ao guitarrista Carlos Alomar.
O processo de gravação desenvolvido com esta equipe estabeleceu o padrão de álbuns de Bowie, incluindo o Scary Monsters (and Super Creeps) de 1980: faixas de apoio estabelecidas por Murray, David e Alomar; saxofone, teclado e guitarra solo (aqui por Bowie, Roy Bittan e Earl Slick, respectivamente); vocais e, finalmente, diversos truques de produção para completar a canção. De acordo com Bowie, "tenho coisas extraordinárias de Earl Slick. Acho que isso capturou sua imaginação para fazer barulhos na guitarra, e texturas, ao invés de tocar as notas certas." Alomar relembra: "Foi um dos álbuns mais gloriosos que eu já fiz... Nós experimentamos muito nele." Harry Maslin acrescenta: "amei essas sessões, porque estávamos totalmente abertos a experimentar em nossa abordagem."
Bowie, por sua vez, não se lembra de quase nada das sessões de Station to Station, nem mesmo do estúdio. Certa vez admitiu, anos depois: "Eu sei que foi em Los Angeles porque eu li que havia sido lá." O músico, no entanto, não usava cocaína sozinho durante as sessões; Carlos Alomar comenta: "se há a coca fará com que você fique acordado até as 8 da manhã para que você possa fazer a sua parte na guitarra, você irá ir pelo caminho da coca... o uso da cocaína é impulsionado pela inspiração." Assim como Bowie, Earl Slick tinha lembranças bastante vagas da gravação: "Esse álbum é um pouco confuso por razões óbvias! Estávamos no estúdio e tudo estava louco—muitas horas, muitas noites."
A capa frontal mostra uma cena de The Man Who Fell to Earth em preto e branco, em que Bowie, interpretando o personagem Thomas Jerome Newton, entra na cápsula espacial que o levará de volta a seu planeta natal. Bowie insistiu na imagem cortada e em preto e branco porque achava que a imagem original e a cores mostrava um céu que parecia artificial demais. Quando a Rykodisc relançou o catálogo de Bowie no início dos anos 90, a versão colorida foi usada. A capa traseira mostrava Bowie desenhando signos da Cabala com giz, algo que fazia constantemente no set de filmagem do filme.

## Estilo e temas
Station to Station é frequentemente citado como um álbum de transição na carreira de Bowie. Nicholas Pegg, autor de The Complete David Bowie, definiu o álbum como o "ponto preciso da jornada de Young Americans a Low", enquanto que para Roy Carr e Charles Shaar Murray o disco "divide efetivamente os anos 70 para David Bowie. Ele abandona por completo a era de Ziggy Stardust e do plastic soul, e introduz o primeiro gosto da nova música que se seguiu com Low."
Em termos de criatividade, o sabor eurocêntrico de Station to Station tem seus antecedentes com faixas como "Aladdin Sane 1913-1938-197?" e "Time" (1973), enquanto seus elementos de funk/disco são desenvolvimentos do soul/R&B de Young Americans (1975). Neste trabalho, Bowie absorve a influência do motorik e da música eletrônica de bandas alemãs como Neu!, Can e Kraftwerk. Tematicamente, o álbum revisita conceitos tratados anteriormente em canções como "The Supermen" de The Man Who Sold the World (1970) e "Quicksand" de Hunky Dory (1971): o 'Super Homem' de Nietzsche, o ocultismo de Aleister Crowley, e acrescenta a fascinação nazista pela mitologia do Santo Graal e pela Kabbalah. De fato, Pegg considerou os temas deste disco como um choque entre "ocultismo e Cristianismo".
O estilo musical de "Golden Years", a primeira faixa gravada para o álbum, construída sob a influência do funk e do soul de Young Americans mas com uma aresta mais dura, tem sido descrito como "um ar de arrependimento por oportunidades perdidas e os prazeres do passado." Bowie disse que foi escrita para—e rejeitada por—Elvis Presley, seu ídolo, enquanto que Angela Bowie, sua esposa na época, alega que a canção foi escrita para ela. Embora o single tenha atingido o Top 10 nos dois lados do Atlântico, raramente foi tocada em apresentações ao vivo depois da turnê do Station to Station. "Stay" é outra peça guiada por um riff de funk, "gravada durante nosso frenesi de cocaína", segundo conta Alomar. Sua letra tem sido interpretada como uma reflexão acerca da "incerteza da conquista sexual", e como um belo exemplo do "romantismo espúrio do Duque."
O elemento cristão do álbum mostra-se evidente no hino "Word on a Wing", embora para alguns críticos, a religião, assim como o amor, era simplesmente uma outra forma do Duque "testar sua dormência". O próprio Bowie, porém, clama que nessa canção, pelo menos, a "paixão é verdadeira." Quando a cantou ao vivo em 1999, o cantor descreveu-a como oriunda dos "piores dias da minha vida... tenho certeza de que era um pedido de ajuda." "Wild Is the Wind", balada que fecha o disco, é a única regravação do trabalho, e é elogiada como uma das melhores performances vocais da carreira de Bowie. Ele se inspirou em regravar a canção depois que conheceu a cantora/pianista/composita americana Nina Simone, que a cantou no álbum Wild Is the Wind (1966). A cena de The Man Who Fell to Earth em que Thomas Jerome Newton esparrama-se na frente de dezenas de monitores de televisão é citada como fonte inspiratória da faixa mais otimista deste álbum, "TVC 15". Outros escrevem que é sobre supostamente a namorada de Iggy Pop sendo engolida por uma televisão, e tem sido descrita como "incongruentemente alegre" e "o tributo aos The Yardbirds mais oblíquo possível".
A faixa-título, por sua vez, anuncia uma nova era de experimentalismo em Bowie. "Station to Station" tem duas partes: uma lenta e portentosa, movida a piano, e introduzida pelo som de um trem que se aproxima e que se mistura ao feedback da guitarra agitada de Earl Slick, seguido por uma seção de rock/blues. Em 1999, Bowie disse à revista Uncut que "Desde Station to Station a hibridação de R&B e eletrônicos tem sido o meu objetivo." Apesar do barulho de trem nos momentos de abertura, Bowie afirma que o título não se refere muito às estações ferroviárias como a Via Crúcis, enquanto que o verso From Kether to Malkuth refere-se a lugares místicos na Kabbalah, misturando alusões cristãs e judaicas. Sua fixação pelo oculto também é evidente em frases como white stains, nome de um livro poético escrito por Aleister Crowley. A letra da faixa-título também notifica o vício de Bowie pelas drogas (It's not the side effects of the cocaine / I'm thinking that it must be love).
Com a influência de Krautrock, Station to Station é a mais clara antecipação da subsequente 'Trilogia de Berlim'. Numa entrevista dada em 1977 para a Creem, Bowie proclamou que o álbum era "desprovido de espírito ... Mesmo as canções de amor são imparciais, mas mesmo assim eu o considero fascinante".

## Compactos e canções não realizadas
Todas as canções de Station to Station, com exceção da faixa-título, foram lançadas como compactos. "Golden Years" foi lançada em novembro de 1975, dois meses antes do álbum. Supostamente, Bowie se embebedou para cantá-la na TV no programa americano Soul Train, resultando no clipe visto em programas de vídeos musicais. Ela atingiu a oitava posição no Reino Unido e a décima nos Estados Unidos (onde permaneceu por 16 semanas) mas, assim como o relacionamento de "Rebel Rebel" com Diamond Dogs (1974), foi um teaser pouco representativo para o álbum.
"TVC 15" foi lançada em forma editada como o segundo compacto em maio de 1976, atingindo o 33º lugar nas paradas britânicas e o 64º nas americanas. "Stay", também encurtada e lançada no mesmo mês, foi emitida como companion 45 à coletânea Changesonebowie da RCA, embora não apareça na compilação (Changesonebowie foi empacotada como edição uniforme a Station to Station, com capa preta e branca e letras similares). Em novembro de 1981, quando a relação de Bowie com a RCA terminava, "Wild Is the Wind" foi lançada como compacto para formar a coletânea Changestwobowie. Apoiada com "Word on a Wing" e acompanhada por um vídeo gravado especialmente para o lançamento, "Wild Is the Wind" atingiu a 24ª posição no Reino Unido por 10 semanas.
Outra canção supostamente gravada durante as sessões do álbum no Cherokee Studios era um cover de "It's Hard to Be a Saint in the City" de Bruce Springsteen, que, apesar de não ter sido lançada na época, foi emitida em 1990 durante a compilação Sound and Vision. Segundo Nicholas Pegg, contudo, o trabalho feito em cima da canção no Cherokee provavelmente consistia de overdubs para uma faixa originalmente cortada no Sigma Sound Studios durante o Young Americans.

## Lançamento e recepção
| Críticas profissionais            | Críticas profissionais |
| Avaliações da crítica             | Avaliações da crítica  |
| Fonte                             | Avaliação              |
| --------------------------------- | ---------------------- |
| AllMusic                          | [ 1 ]                  |
| Robert Christgau                  | (A)                    |
| The Independent                   | [ 42 ]                 |
| NME                               | (favorável)            |
| Pitchfork Media                   | (9.5/10)               |
| Q                                 | [ 45 ]                 |
| Rolling Stone                     | (neutra) 1976          |
| The New Rolling Stone Album Guide | 2004                   |
| Sounds                            | (favorável)            |

Station to Station foi lançado em janeiro de 1976. A Billboard considerava que Bowie havia "encontrado seu nicho musical" após canções como "Fame" e "Golden Years" mas que "a faixa título de 10 minutos cansa". A NME escreveu que o álbum era "um dos mais importantes lançados nos últimos cinco anos." Ambos consideraram que as letras das canções eram pouco acessíveis. Em seu guia de consumidor no The Village Voice, o crítico Robert Christgau deu ao álbum uma classificação A, indicando que é "um ótimo disco de ambos os lados, pois oferece prazer duradouro e surpresa. Você deve tê-lo." Christgau também escreveu que Bowie podia mesclar Lou Reed, música disco, e Huey Smith num mesmo trabalho, afirmando que sua atração pela música negra havia amadurecido.
Na Rolling Stone, Teri Moris aplaudiu os momentos de rock do álbum, mas discerniu um afastamento do gênero, ao escrever que o disco era "o esforço pensativo profissional de um artista de estilo consciente, cuja capacidade de escrever e executar rock & roll se equilibra confortavelmente com sua fascinações por outras formas... enquanto há poucas dúvidas sobre sua habilidade, é de se perguntar durante quanto tempo ele vai continuar lutando com o rock." A revista Circus, observando que Bowie nunca foi "aquele a manter a continuidade em seu trabalho e em sua vida", declarou que Station to Station oferece "vislumbres enigmáticos e expressionistas que nos fazem sentir os contornos e palpitações do soul mas que nunca revela completamente seu rosto." A resenha também faz comparações com o álbum, traçando várias alusões a esforços anteriores do artista, como a "densidade" de The Man Who Sold the World, o "sentido pop" de Hunky Dory, a "dissonância e angústia" de Aladdin Sane, a "percussão convincente" de Young Americans, e o "misticismo juvenil" de "Wild Eyed Boy from Freecloud", concluindo que o disco "mostra Bowie saindo da mais desafiante curva de sua jornada."
Station to Station foi, e continua a ser, o álbum mais bem vendido de Bowie nos Estados Unidos, onde chegou ao 3º lugar nas paradas americanas durante 32 semanas. Recebeu certificação de ouro pela RIAA em 26 de fevereiro de 1976. No Reino Unido, permaneceu nas paradas durante 17 semanas, atingindo a quinta posição, marcando, assim, a última vez em que um de seus álbuns teve colocação menor em seu país de origem do que nos EUA.

## Consequências
Com as sessões de Station to Station concluídas em dezembro de 1975, Bowie começou a trabalhar na trilha sonora de The Man Who Fell to Earth, com Paul Buckmaster como seu colaborador. Bowie seria totalmente responsável pela música do filme mas, como explica, "quando eu havia terminado cinco ou seis peças, fui perguntado se poderia submeter minha música ao lado da de outras pessoas... e eu falei: 'Droga, você não está recebendo nada disso'. Eu fiquei tão furioso, eu ia pôr tanto trabalho nisso." No entanto o produtor Harry Maslin afirmou que Bowie havia sido "queimado" e que não pôde concluir o trabalho de jeito nenhum. O músico finalmente desmoronou, admitindo mais tarde: "Havia pedaços de mim esparramados pelo chão." Apenas um instrumental composto para a trilha sonora viu a luz do dia, "Subterraneans", que aparece em seu próximo álbum de estúdio, Low.

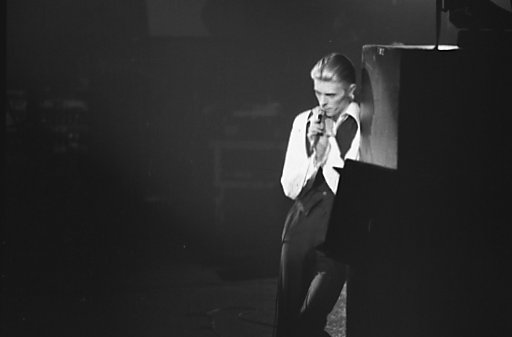
Bowie como o Thin White Duke, numa apresentação da turnê de Station to Station, em 1976, Toronto.

Depois de abandonar a trilha sonora, Bowie saiu em turnê, a Isolar - 1976 Tour, iniciando em 2 de fevereiro de 1976 e terminando em 18 de maio do mesmo ano. A canção "Radioaktivität" da Kraftwerk era usada como abertura para as apresentações, além de imagens do filme surrealista Un Chien Andalou, de Luis Buñuel e Salvador Dali. E então temos a encenação de um Bowie caracterizado, vestindo o colete habitual do Duque e calças formais pretas, um maço de Gitanes colocado ostensivamente no bolso, movendo-se rigidamente entre "cortinas de luz branca", efeito que gerou o apelido "Turnê da Luz Branca". Em 1989, Bowie refletiu: "eu queria voltar a um tipo de olhar do cinema expressionista alemão... e o estilo de iluminação de, digamos, Fritz Lang ou Pabst. Uma aparência de filme branco e preto, mas com uma intensidade um tanto agressiva. Acho que para mim, pessoalmente, teatralmente, esta foi a turnê mais bem sucedida que eu já fiz." A turnê foi fonte de um dos mais famosos bootlegs do artista, conseguido a partir de uma transmissão de rádio FM de seu concerto no Nasau Coliseum em 23 de março de 76.
Além disso, Bowie foi altamente criticado durante a turnê por suas supostas visões pró-fascistas. Numa entrevista de 1974 ele já declarava: "Adolf Hitler foi uma das primeiras estrelas de rock... tão bom quanto Jagger... Ele encenou um país", mas conseguiu evitar condenações. Na turnê para Station to Station, contudo, uma série de incidentes atraíram a publicidade, começando em abril de 76, quando foi detido por autoridades aduaneiras na Europa Oriental pela posse de memorabilia nazi. Neste mesmo mês, foi atribuído a ele em Estocolmo a frase "a Grã-Bretanha bem que poderia se beneficiar de um líder fascista." No julgamento, Bowie culparia seus vícios em droga e a persona do Duque Branco como lapsos. Mas isto não foi nada: a controvérsia culminaria em 2 de maio de 76, pouco antes da turnê terminar, no que ficou conhecido como 'Incidente da Estação Victoria' em Londres, quando ele chegou numa Mercedes-Benz conversível aberta e, aparentemente, deu uma saudação tipicamente nazista para a multidão que foi capturada em fotografia e publicada na NME. Bowie alegou que o fotógrafo havia o pegado acenando, declaração apoiada pelo então jovem Gary Numan, que estava entre a multidão naquele dia: "Pense nisso. Se um fotógrafo tira uma foto de alguém acenando, você vai ter uma saudação nazi no final do movimento de cada braço. Tudo que você precisa é algum idiota num jornal de música ou algo do tipo para fazer uma matéria sobre isso..." Mais tarde, Bowie se arrependeu por seus comentários políticos e seu comportamento durante essa fase, dizendo: "Eu estava fora da minha mente, totalmente enlouquecido. As únicas coisas das quais eu estava ligado eram mitologia... aquela coisa toda sobre Hitler e o Direitismo..." O estigma permaneceu, no entanto, nos versos To be insulted by these fascists/It's so degrading da canção "It's No Game" de Scary Monsters, quatro anos depois, interpretado por biógrafos como uma tentativa de encerrar o assunto de uma vez por todas.

## Legado
Station to Station foi um marco na transição de Bowie para sua 'Trilogia de Berlim' no final da década de 70. Ele próprio disse: "Até onde a música vai, Low e seus semelhantes eram um direto seguimento da faixa-título", enquanto Brian Eno opina que Low tenha sido "uma continuação de Station to Station". O álbum também é descrito como uma influência enorme sobre o pós-punk. Roy Carr e Charles Shaar Murray escreveram em 1981: "Se Low foi o álbum de Gary Numan, Station to Station foi o da Magazine." No entanto, Stylus declarou em 2004 que "somente poucos tinham antecipado a abordagem de Bowie, poucos copiaram isso... na maioria das vezes este estilo é órfão, abandonado."
Em 1999, biógrafo David Buckley descreveu Station to Station como uma "obra-prima da invenção" que "certos críticos argumentam, talvez fora de moda, que é seu melhor disco." Naquele mesmo ano, Eno o considerou "um dos grandes discos de sempre". Em 2003, a revista Rolling Stone posiciona o álbum em 323º lugar na sua lista de 500 melhores álbuns de todos os tempos. Um ano depois, o The Observer classificou Station to Station como o 80º melhor álbum britânico em sua lista dos 100 maiores discos britânicos.

## Faixas
Todas as músicas escritas por David Bowie, exceto as anotadas.
Lado A
1. "Station to Station" – 10:14
2. "Golden Years" – 4:00
3. "Word on a Wing" – 6:03

Lado B
1. "TVC 15" – 5:33
2. "Stay" – 6:15
3. "Wild Is the Wind" (Ned Washington, Dimitri Tiomkin) – 6:02

### Relançamentos em CD
O álbum foi relançado quatro vezes até o momento em CD, sendo a primeira em 1985 pela RCA com a arte da capa original em preto-e-branco, e a segunda em 1991 pela Rykodisc (contendo duas faixas bônus), a terceira em 1999 pela EMI (com som digitalmente remasterizado e sem faixas bônus), e finalmente em 2007 pela EMI do Japão, replicando a obra de arte do vinil original.
Faixas bônus do relançamento em CD de 1991
Gravado em 23 de março de 1976 no Nassau Coliseum, Uniondale, Nova Iorque.
1. "Word on a Wing" (ao vivo) – 6:10
2. "Stay" (ao vivo) – 7:24

### Relançamentos em 2010
Em 2009, foi anunciada uma edição de luxo que seria lançado em 2010, incluindo um mix Dolby Digital do álbum e os dois CDs da apresentação no Nassau Coliseum (1976) inteiros. Em 1º de julho de 2010, o site oficial de Bowie anunciou o conteúdo das reedições, que seria relançado em 20 de setembro daquele ano.
Edição especial e download digital
A edição especial apresenta três CDs em uma embalagem especial, incluindo um livreto de 16 páginas e três photocards. A edição de download digital inclui o mesmo conteúdo de áudio e uma faixa bônus.
CD 1: Station to Station 2010 transfer
1. "Station to Station" – 10:11
2. "Golden Years" – 4:02
3. "Word on a Wing" – 6:01
4. "TVC 15" – 5:31
5. "Stay" – 6:12
6. "Wild Is the Wind" – 6:02

CD 2 & 3: Live Nassau Coliseum '76
1. "Station to Station" – 11:53
2. "Suffragette City" – 3:31
3. "Fame" – 4:02
4. "Word on a Wing" – 6:06
5. "Stay" – 7:25
6. "Waiting for the Man" – 6:20
7. "Queen Bitch" – 3:12

1. "Life on Mars?" – 2:13
2. "Five Years" – 5:03
3. "Panic in Detroit" (com a maior parte do solo de bateria tirada) – 6:03
4. "Changes" (with band intro) – 4:11
5. "TVC 15" – 4:58
6. "Diamond Dogs" – 6:38
7. "Rebel Rebel" – 4:07
8. "The Jean Genie" – 7:28

Faixa bônus do download digital
1. "Panic in Detroit" (Mix alternativo inédito) – 13:09

## Ficha técnica

### Músicos
- David Bowie – vocais, guitarra, saxofone tenor e alto, sintetizador moog, mellotron
- Carlos Alomar – guitarra
- Roy Bittan – piano
- Dennis Davis – bateria
- George Murray – baixo
- Warren Peace – vocais de fundo
- Earl Slick – guitarra

### Produção
- David Bowie – produção
- Harry Maslin – produção
- Steve Shapiro – fotografia

## Desempenho nas paradas

### Álbum
| País           | Parada (1976)            | Melhor posição |
| -------------- | ------------------------ | -------------- |
| Estados Unidos | Billboard 200            | 3              |
| Nova Zelândia  | New Zealand Albums Chart | 9              |
| Noruega        | VG-lista                 | 8              |
| Países Baixos  | MegaCharts               | 3              |
| Reino Unido    | UK Albums Chart          | 5              |
| Suécia         | Svensktoppen             | 11             |

### Compactos
| Ano  | Compacto              | País/Parada                       | Posição |
| ---- | --------------------- | --------------------------------- | ------- |
| 1975 | "Golden Years"        | UK Singles Chart (Reino Unido)    | 8       |
| 1975 | "Golden Years"        | Billboard Pop Singles (EUA)       | 10      |
| 1976 | "Golden Years"        | MegaCharts (Países Baixos)        | 6       |
| 1976 | "Golden Years"        | Svensktoppen (Suécia)             | 10      |
| 1976 | "Stay"/"Golden Years" | Billboard Club Play Singles (EUA) | 9       |
| 1976 | "TVC 15"              | Svensktoppen (Suécia)             | 18      |
| 1976 | "TVC 15"              | UK Singles Chart (Reino Unido)    | 33      |
| 1976 | "TVC 15"              | Billboard Pop Singles (EUA)       | 64      |
| 1981 | "Wild Is the Wind"    | UK Singles Chart (Reino Unido)    | 24      |